# Thelypteris rivulariformis
Thelypteris rivulariformis är en kärrbräkenväxtart som först beskrevs av Eduard Rosenstock, och fick sitt nu gällande namn av C. Reed. Thelypteris rivulariformis ingår i släktet Thelypteris och familjen Thelypteridaceae. Inga underarter finns listade.